# Latawiec na dachu
Latawiec na dachu (ros. Змей на чердаке) – radziecki krótkometrażowy film animowany z 1983 roku w reżyserii Leonida Kajukowa.

## Obsada (głosy)
- Kłara Rumianowa
- Oleg Anofrijew

## Wersja polska
Wersja polska: Studio Opracowań Filmów w Warszawie

Reżyseria: Henryka Biedrzycka

Dialogi: Stanisława Dziedziczak

Dźwięk: Stanisław Uszyński

Montaż: Halina Ryszowiecka

Kierownictwo produkcji: Jan Szatkowski, Ewa Choba

Źródło: